# Tandem (Vanessa Paradis)
Tandem is een nummer van de Franse zangeres Vanessa Paradis uit 1990. Het is de eerste single van haar tweede studioalbum Variations sur le même t'aime.
Ondanks een bescheiden 22e positie in Frankrijk, geniet het nummer er grote bekendheid en is het ook vele malen gecoverd. Ook het Nederlandse taalgebied ontdekte het nummer. In de Nederlandse Top 40 werd een 26e positie gehaald, terwijl het in de Vlaamse Radio 2 Top 30 een plekje hoger kwam. De videoclip van het nummer werd geregisseerd door geroemde fotograaf/regisseur Jean-Baptiste Mondino en groeide door z'n verschijning uit tot één van de meest sexy videoclips van de jaren '90.